# Берту, Ив
Ив Берту́, урождённый Эрва́н (Эруан) Берту (фр. Yves / Erwan Berthou; 1861—1933), — французско-бретонский писатель и поэт (бард); представитель бретонского неодруидизма, руководитель регионального общества друидов — так называемого «Горседа». Его друидское имя было Каледвул’ш (брет. Kaledvoul'ch).
В 1899 году он был одним из двадцати двух бретонцев, отправившихся в Кардифф и принятых валлийским Горседом. Участвовал в регионалистском движении, являлся членом Регионалистского бретонского союза (l’Union régionaliste bretonne). Участвовал во всех этапах создания бретонского Горседа, руководителем (Великим Друидом) которого был сначала Жан Ле Фюстэк (1901—1903). Последний находил определённое родство между каменными монументами Древнего Египта и доисторическими мегалитами, в частности, Бретани. Его сменил Берту, бывший Великим Друидом длительный период с 1903 по 1933 годы под именем Каледвул’ша.
В 1918 году Берту вернулся жить в родной Плебиан, чтобы управлять фермой своих родителей. Он обанкротился в результате послевоенной инфляции.
В честь Берту в Бретани названы улицы в нескольких городах, например, в Ланьоне, Нанте, Плёбьяне или Трегье.

## Творчество
- «Бретонское сердце» / Cœur breton, первые стихи (1892)
- «Цветущая земля» / La Lande fleurie, 1894
- «Чудотворные фонтаны» / Les Fontaines miraculeuses, 1896
- «Простые души» / Âmes simples, поэма, 1896
- «После дождичка в четверг» / La Semaine des Quatre Jeudis, баллады, 1898
- «Говорящая страна» / Le Pays qui Parle, поэма, 1903
- «С арфой и боевым рожком» / Dre an delen hag ar c’horn-boud. — Par la harpe et par le cor de guerre, 1904
- «Триады бардов острова Британии» / Triades des Bardes de l’île de Bretagne, 1906
- Istor Breiz, 1910.
- Kevrin Barzed Breiz, трактат о бретонском стихосложении, 1912.
- Les Vessies pour des Lanternes, 1913.
- Lemenik, skouer ar Varzed, 1914; переизд. 2001.
- Ivin ha Lore, gwerziou, 1914.
- «Последний венок» / Dernière Gerbe, поэзия, 1914.
- Avalou Stoup, rimadellou, 1914.
- Hostaliri Surat, 1914.
- Daouzek Abostol, 1928.
- «Под дубом друидов» / Sous le chêne des druides (1931) — духовный документ неодруидов, в переводе документов которого на французский с бретонского участвовал Филеас Лёбег[англ.][3]
- En Bro-Dreger a-dreuz parkoù (1910—1911), переиздание 1985.